# Zona Monumental de Barranco
La Zona Monumental de Barranco es el casco histórico ubicado en el distrito de Barranco, en la ciudad de Lima, capital del Perú. La zona monumental es «Patrimonio Cultural de la Nación» desde 1972, mediante el R.S.N° 2900-72-ED. La zona monumental es conocida por sus casonas y plazas.
La zona monumental de Barranco está comprendida dentro de los siguientes límites, según la R.J.N° 509-88-INC/J del 1 de septiembre de 1988 (El Peruano 12/11/1980, p. 698897): "El área (ampliada) comprendida dentro del perímetro formado desde la Ribera, Av. Centenario, Av. Piérola hasta el Ovalo, Av. Balta, Plaza Butters, Jr. Lima, Jr. Caraz, Av. Surco, ir. Lima, Jr. Corpancho, Av. Bolognesi, Av. Independencia (limite con Chorrillos) hasta la Av. Centenario. Según el Plano No. 88-0131."

## Lugares de interés
- Puente de los Suspiros
- Biblioteca Municipal
- Bajada de Baños

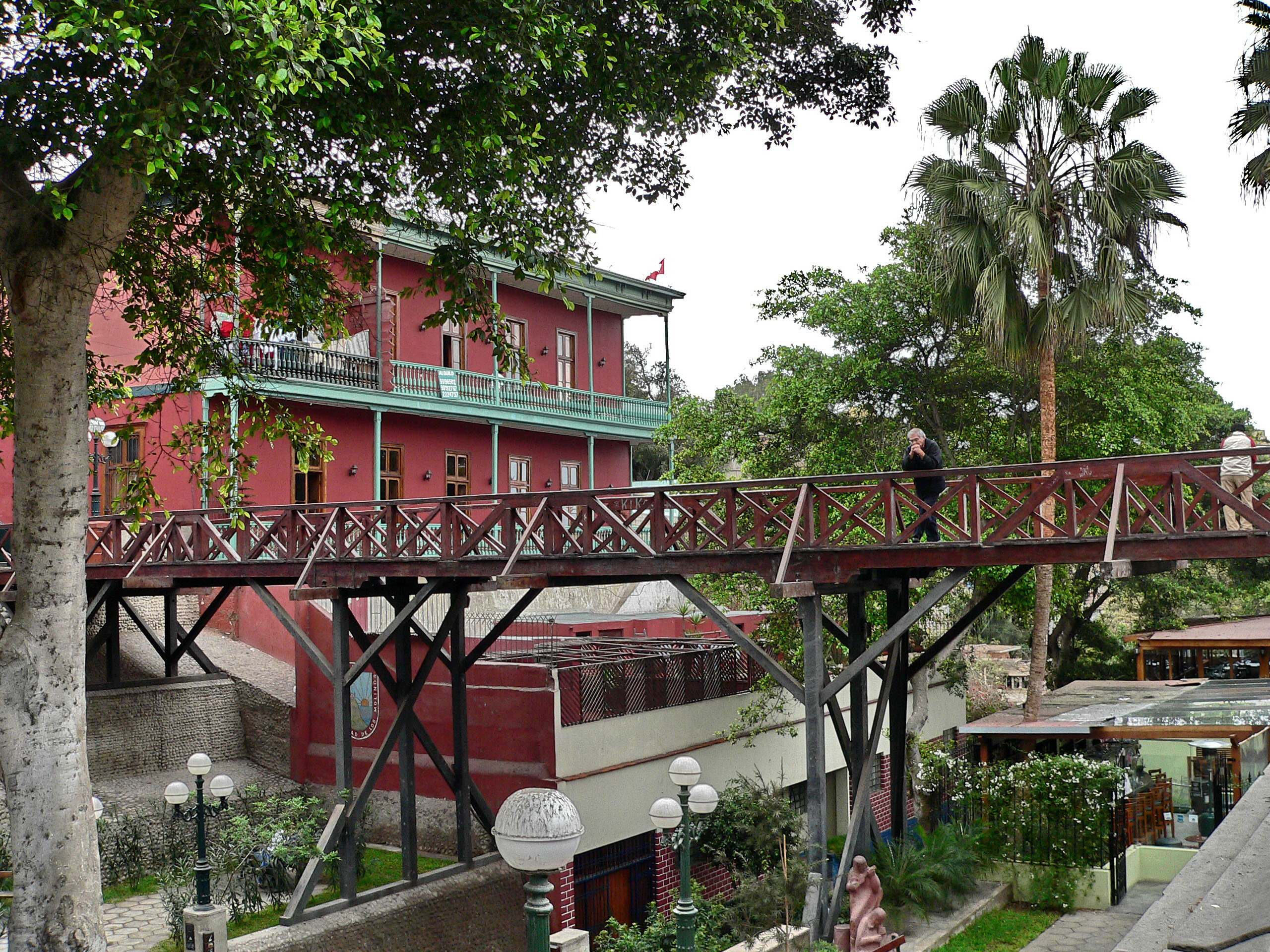
Puento de los Suspiros
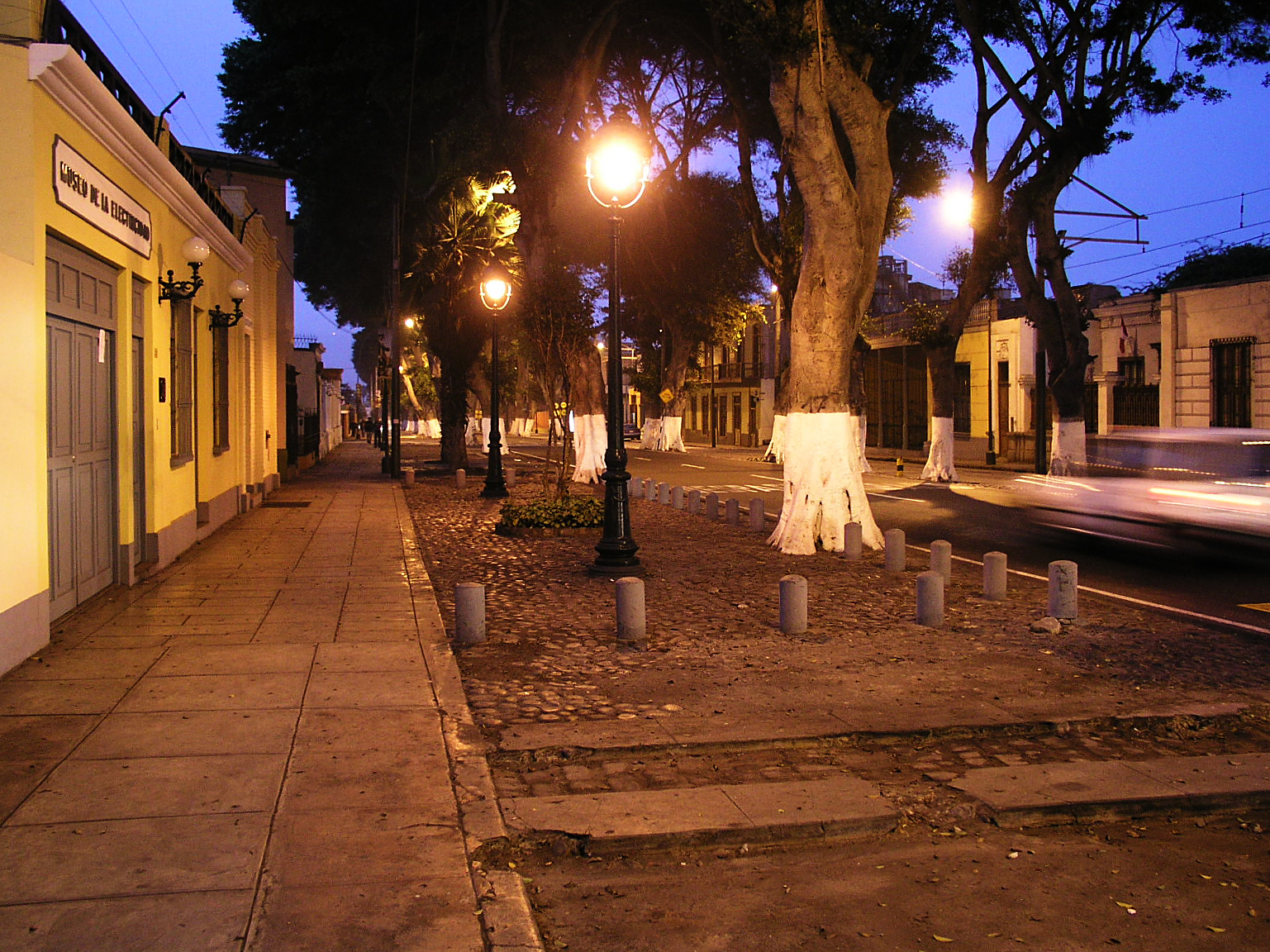
Avenida Pedro de Osma
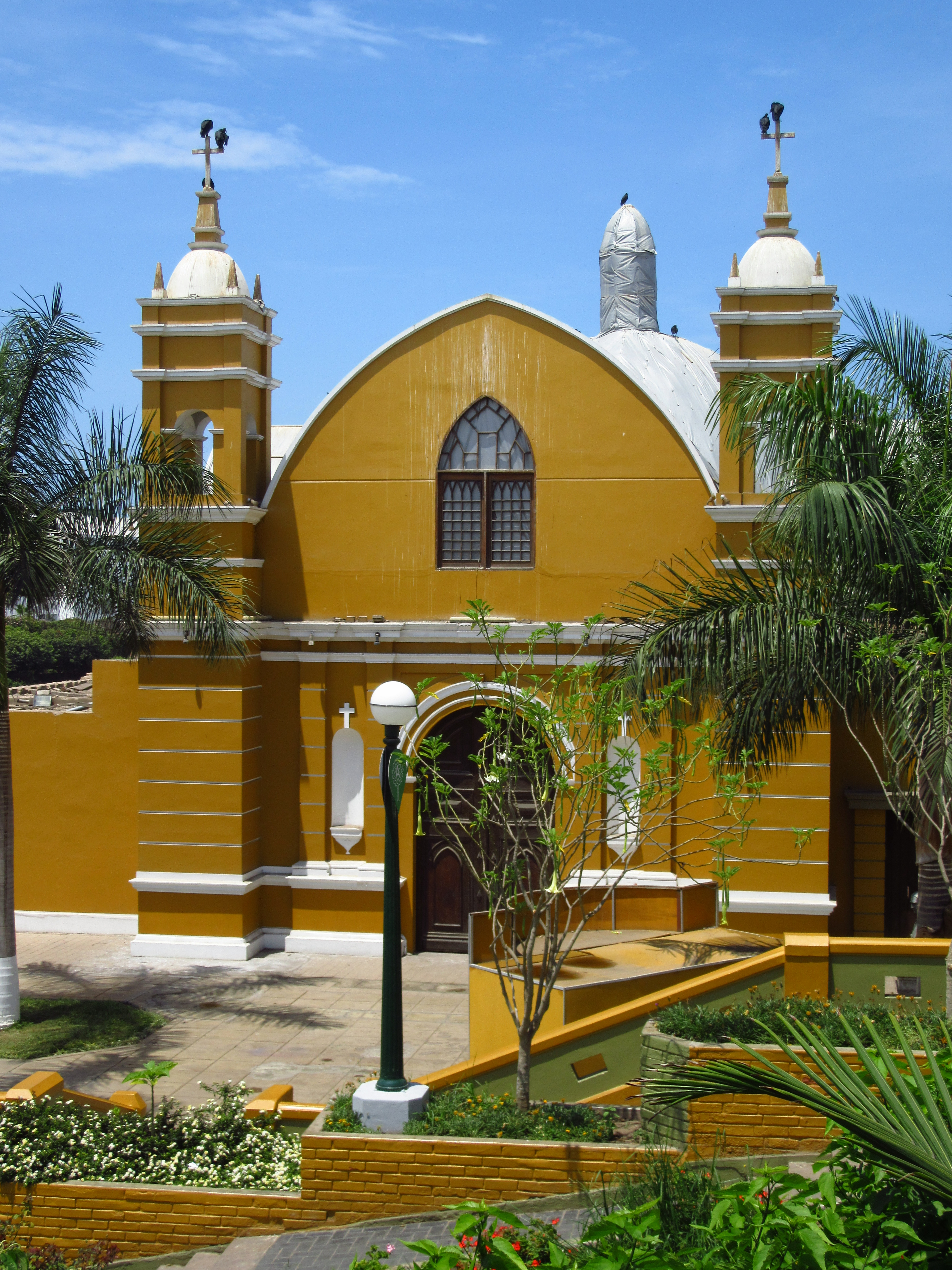
Ermita de Barranco
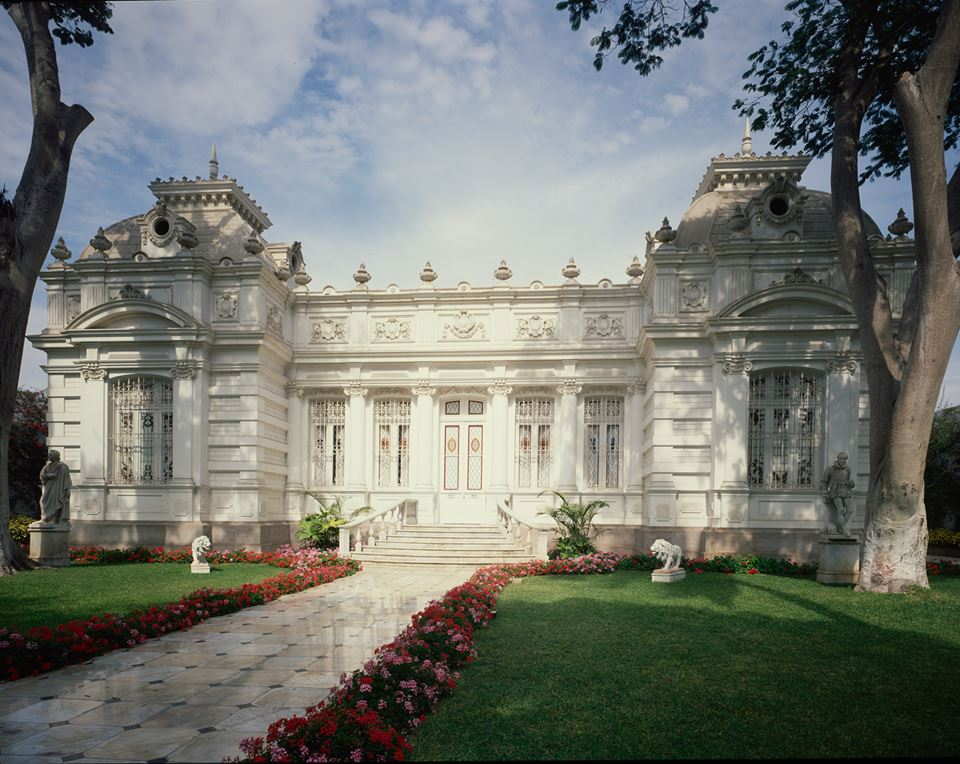
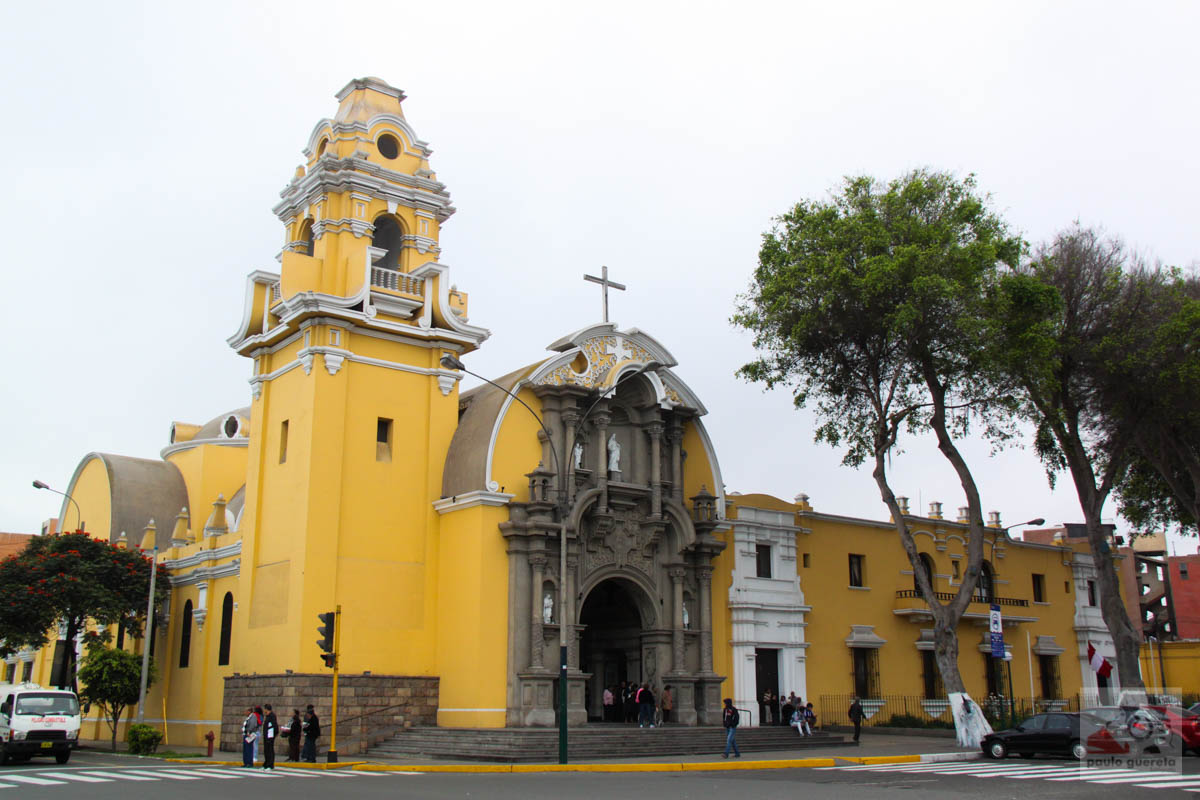
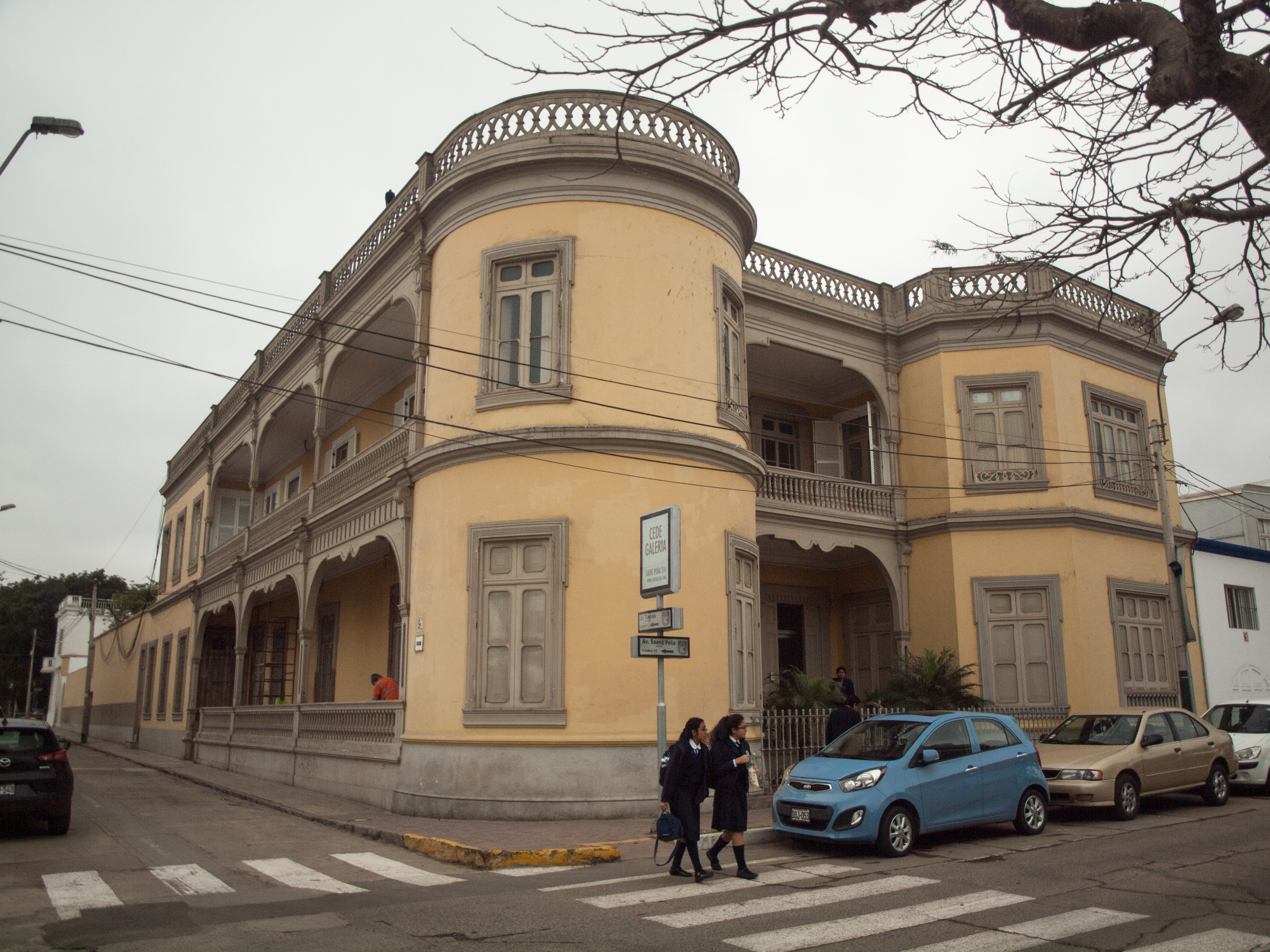
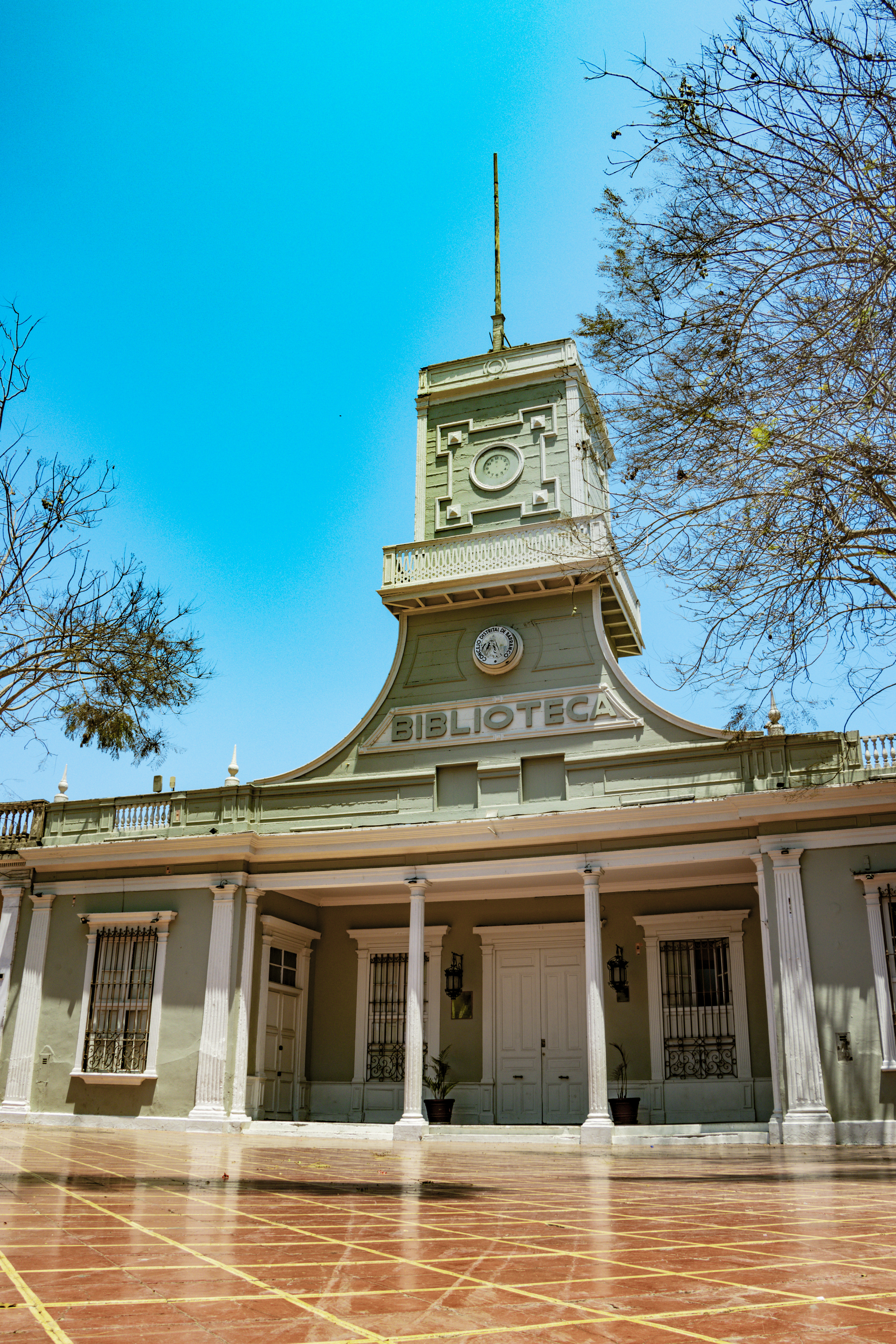
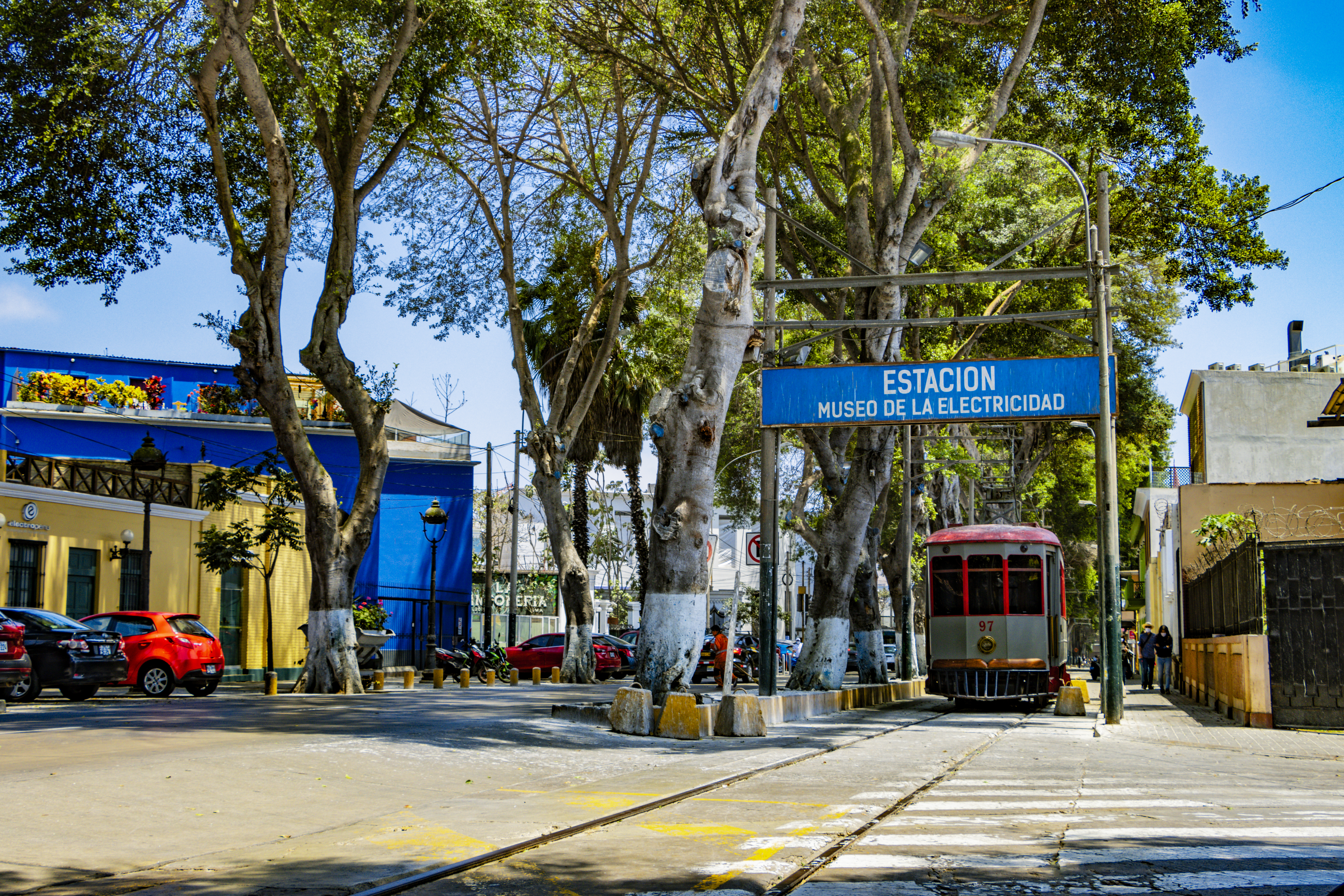
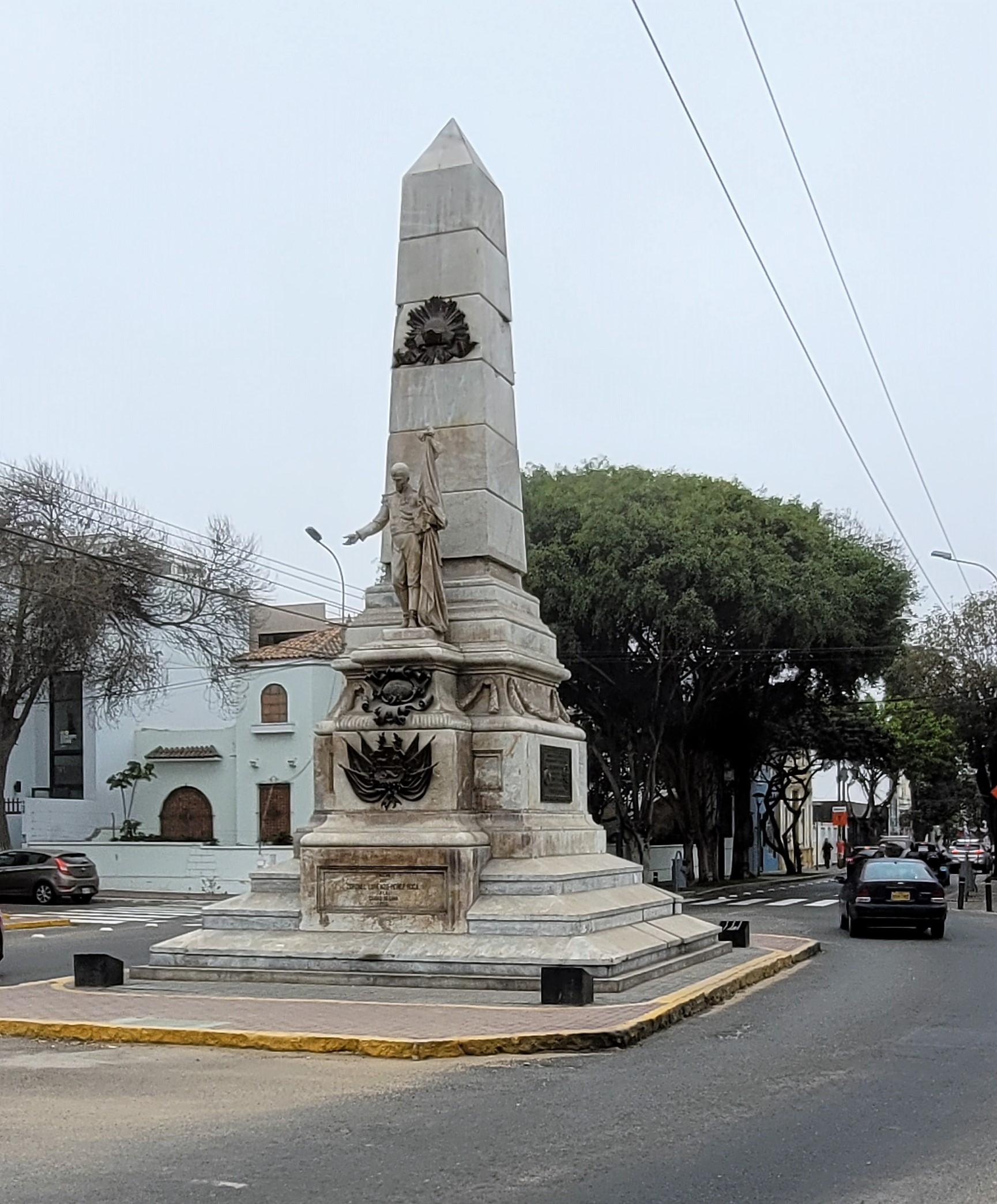